# 绍德雷尔王朝

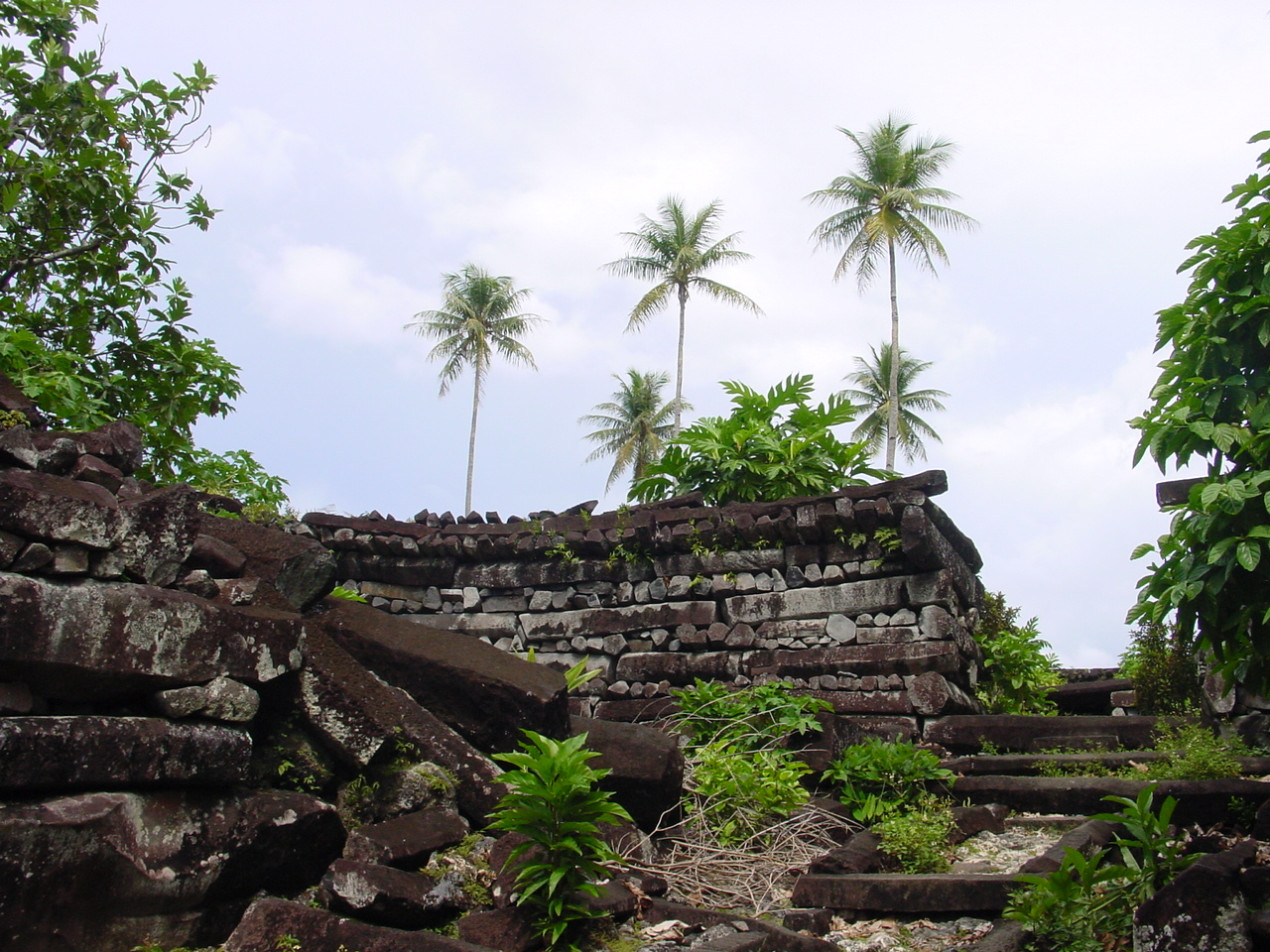
绍德雷尔王朝首都南马都尔

绍德雷尔王朝（波纳佩语：Mwehin Sau Deleur，也拼作Chau-te-leur，直译为“德雷尔领主时期”），又译邵德雷尔王朝，是波纳佩岛上第一个政权。约1100年，奥洛索帕建立该政权。约1628年，该政权被伊索克勒克推翻。其统治年代处于“建筑时期”（又称“繁衍时期”）和“国王时期”之间。德雷尔是波纳佩的古名。波纳佩现在是密克罗尼西亚联邦的一个州，首都帕利基尔在其辖区内。